# Camping World Stadium
El Camping World Stadium, antigament anomenat Florida Citrus Bowl (el seu nom oficial era Orlando-Orange County Florida Citrus Bowl Stadium) ,és un estadi situat a Orlando, Florida, Estats Units, va ser construït per albergar partits de futbol americà i té una capacitat de 70.188 espectadors. El 30 de març de 2008 es va celebrar l'esdeveniment de la WWE WrestleMania XXIV en aquest estadi, aconseguint el rècord d'assistència en aquest estadi de 74.635 persones.

## Partits del Mundial de 1994 disputats en el Citrus Bowl
En el Citrus Bowl es van jugar els següents partits de la primera fase:
- Mèxic v/s Irlanda (Grup I)
- Bèlgica v/s Països Baixos (Grup F)
- Països Baixos v/s Marroc (Grup F)
- Països Baixos v/s Irlanda (Vuitens de final)